# Cryptocarya caryoptera
Cryptocarya caryoptera är en lagerväxtart som beskrevs av André Joseph Guillaume Henri Kostermans. Cryptocarya caryoptera ingår i släktet Cryptocarya och familjen lagerväxter. Inga underarter finns listade i Catalogue of Life.